# Nūrbergen Nūrlyqasym
Nurbergen Nurlyqasym (Kazachs: Нұрберген Нұрлықасым) (Astana, 25 maart 2000) is een Kazachs voormallig wielrenner.

## Carrière
Als eerstejaars junior werd Nurlyqasym tweede op het nationale kampioenschap op de weg, achter Jevgenıı Fedorov. In de Ronde van de DMZ behaalde hij driemaal een toptienplaats en werd hij negende in het door Igor Çjan gewonnen eindklassement.
In 2019 nam Nurlyqasym, namens Astana City, deel aan onder meer de Ronde van de Elzas. Namens een Kazachse nationale selectie stond hij aan de start van de door Ywrïy Natarov gewonnen Ronde van Almaty. In 2021 werd Nurlyqasym nationaal kampioen op de weg bij de beloften. Later dat jaar tekende hij zijn eerste profcontract bij Astana Qazaqstan. Zijn debuut voor die ploeg maakte hij in februari 2022 in de Ronde van Murcia. Eind juni werd hij vierde in het nationale kampioenschap op de weg voor eliterenners. Twee weken later stond hij aan de start van de Sibiu Cycling Tour, die hij beëindigde met een elfde plaats in het jongerenklassement.

## Overwinningen
2021
 Kazachs kampioen op de weg, Beloften

## Resultaten in voornaamste wedstrijden
|      | \| Jaar \| Ronde van Vlaanderen \| \| ---- \| -------------------- \| \| 2023 \| opgave \| |
| Jaar | Ronde van Vlaanderen                                                                       |
| 2023 | opgave                                                                                     |

## Ploegen
- 2019 –  Astana City
- 2021 –  Vino-Astana Motors
- 2022 –  Astana Qazaqstan Team
- 2023 –  Astana Qazaqstan

Basso · Battistella · Boaro · Broesenski · Conti · de Bod · de la Cruz · Dombrowski · Fjodorov · Felline · Gazzoli (tot 10/8) · Gïdïç · Groezdev · Henao (tot 31/07) · López · Loetsenko · Martinelli · Moscon · Natarov · A. Nibali · V. Nibali · Nurlykhassym · Pronskïÿ · Raboesjenka · Romo · Scaroni (vanaf 28/07) · Tejada · Velasco · Zacharov · Zejts · Chzhan (stagiair) · Syritsa (stagiair)
Basso · Battistella · Boaro · Bol · Broesenski · Cavendish · Chzhan · de la Cruz · Dombrowski · Fjodorov · Felline · Garofoli · Gïdïç · Groezdev · Laas · Loetsenko · Martinelli · Moscon · Natarov · Nibali · Nurlykhassym · Pronskïÿ · Raboesjenka · Romo · Sánchez · Scaroni · Syritsa · Tejada · Velasco · Zejts